# Mieczysław Bram
Mieczysław Bram (jid. מנדל בראַם; ur. 15 czerwca 1922 w Sokołowie Podlaskim, zm. 28 lutego 1986 w Warszawie) – polski aktor teatralny i filmowy żydowskiego pochodzenia.
Od 1936 pracował w Teatrze Żydowskim w Białymstoku jako statysta oraz pracownik rekwizytorni. W 1941 wraz z zespołem został wywieziony do Azji Środkowej. Tam we Frunze, stolicy Kirgiskiej SRR nawiązał współpracę z grupą teatralną Idy Kamińskiej. Po powrocie do Polski został zaangażowany do Teatru Żydowskiego w Łodzi, a od 1955 do śmierci pracował jako inspicjent i aktor w Teatrze Żydowskim w Warszawie. W 1976 zdał aktorski egzamin eksternistyczny.
Zmarł w Warszawie. Jest pochowany na Cmentarzu Wojskowym na Powązkach (kwatera B21, rząd 3, grób 24).

## Kariera

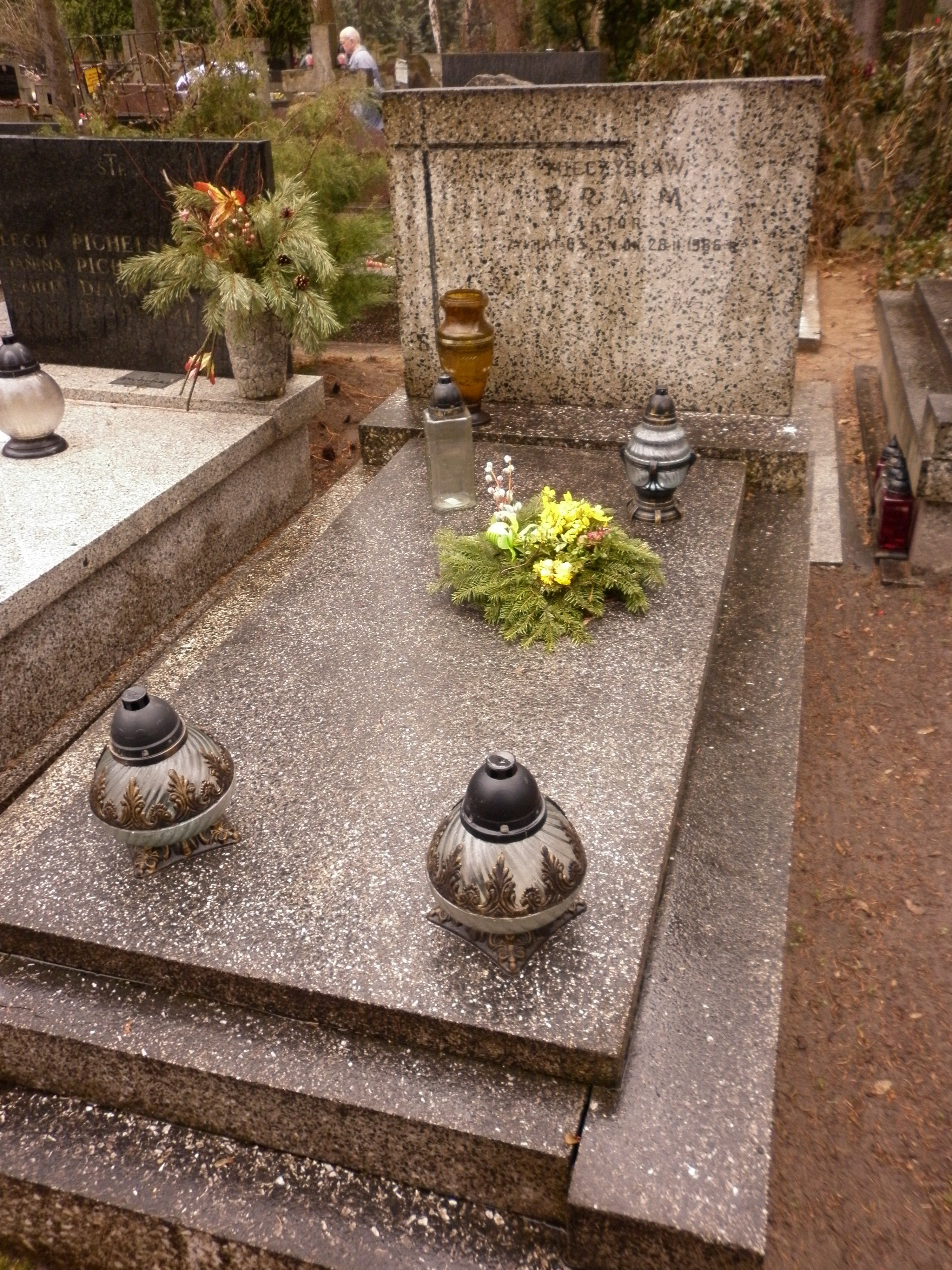
Grób Mieczysława Brama na Cmentarzu Wojskowym na Powązkach

| Teatr Żydowski w Warszawie - 1960: Strach i nędza III Rzeszy - 1962: Bar-Kochba - 1963: Bezdomni - 1964: Wielka wygrana - 1965: Pusta karczma - 1966: Swaty - 1967: Matka Courage i jej dzieci - 1969: Bóg, człowiek i diabeł - 1970: Dybuk - 1972: Wielka wygrana - 1972: Było niegdyś miasteczko - 1973: Dybuk - 1975: Dzban pełen słońca - 1976: Zmierzch - 1976: Bóg, człowiek i diabeł - 1976: Dwaj Kunie-Lemł - 1977: Spadkobiercy - 1977: W noc zimową - 1978: Planeta Ro - 1981: Poszukiwacze złota - 1984: Rabin i błazen - 1984: Sen o Goldfadenie - 1985: Wielka wygrana Teatr Żydowski w Łodzi - 1949: Mój syn | - 1979: Dybuk - 1979: Gwiazdy na dachu - 1979: Komedianci - 1982: Austeria - 1984: Hania - 1984: Kim jest ten człowiek - 1985: War and love |